# Eckhard Weymann
Eckhard Weymann (* 1953 in Wuppertal) ist ein deutscher Musiktherapeut.
Weymann studierte an der Musikhochschule Köln Klavierpädagogik und absolvierte seine musiktherapeutische Ausbildung von 1978 bis 1980 im Mentorenkurs Musiktherapie Herdecke. Zusammen mit Frank Grootaers, Tilmann Weber und Rosemarie Tüpker gründete er das Institut für Musiktherapie und Morphologie (IMM). Er promovierte zum Dr. sc. mus. und ist Professor für Improvisation und Musiktherapie an der Hochschule für Musik und Theater Hamburg. und Supervisor (DGSv).
Seine bekanntesten Publikationen sind seine psychologischen Untersuchungen zur musikalischen Improvisation Zwischentöne von 2004 und das zusammen mit Hans-Helmut Decker-Voigt, Paolo Knill und Christine Decker-Voigt herausgegebene Lexikon Musiktherapie von 1996.